# Skrobia modyfikowana zasadami
Skrobia modyfikowana działaniem zasad, skrobia poddana obróbce zasadami, skrobia alkaliczna (INS 1402) – skrobia poddana działaniu rozcieńczonych zasad (<1%) takich jak wodorotlenek sodu lub potasu. Charakteryzuje się niższym stopniem polimeryzacji w porównaniu do skrobi modyfikowanej działaniem kwasów. Zgodnie z przepisami obowiązującymi w Unii Europejskiej, nie stanowi dodatku do żywności. 